# Association Sportive Yzeure Football 03 Auvergne
L'AS Yzeure (formalmente, Association Sportive Yzeurienne Football) è una squadra professionistica di calcio con sede a Yzeure, in Francia. Fondata nel 1938, la squadra ha guadagnato nella stagione 2003-2004 l'ingresso al CFA ed è successivamente stata promossa, nella stagione 2005-2006, nel Championnat National (3ª divisione francese). Attualmente, la squadra milita nuovamente nel CFA, a seguito della retrocessione avvenuta nella stagione 2006-2007.

## Storia
- 28/02/1938: nascita del club.
- 1973: Promossa nel championnat régional.
- 1980: Promossa nel promotion d'honneur.
- 1989: Promossa nella division d'honneur régionale.
- 1997: Promossa nella division supérieure régionale.
- 1998: Promossa nella division d'honneur.
- 2001: Promossa in CFA2.
- 2002 : 1/16 di finale in coupe de France contro la squadra del Paris Saint-Germain Football Club, retrocessione in Division d'honneur.
- 2003: Nuovamente promossa in CFA 2.
- 2004: Prima classificata nel CFA2 e promossa in CFA.
- 2006: Prima classificata in CFA e promossa in National.

## Palmarès

### Competizioni nazionali
- Championnat de France amateur: 1

2005-2006 (gruppo C)
- Championnat de France amateur 2: 1

2003-2004

### Altri piazzamenti
- Championnat de France amateur:

Terzo posto: 2013-2014 (gruppo B)